# Comuna Ceahlău, Neamț
Ceahlău este o comună în județul Neamț, Moldova, România, formată din satele Bistricioara, Ceahlău (reședința) și Pârâul Mare.

## Așezare
Comuna se află în vestul județului, pe malul drept al Bistriței, acolo unde râul formează lacul de acumulare Izvorul Muntelui și unde primește apele afluenților Bistricioara, Schitu, Răpciunița și Țiflic, la poalele masivului Ceahlău. Este străbătută de șoseaua națională DN15, care leagă Piatra Neamț de Toplița. Din acest drum, la Bistricioara se ramifică șoseaua județeană DJ155F, care deservește exclusiv comuna Ceahlău. În comuna Ceahlău se află două arii protejate, ambele incluse în Parcul Național Ceahlău: rezervația științifică Polița cu Crini (unde este protejată o specie de zadă) și rezervația peisagistică Cascada Duruitoarea.

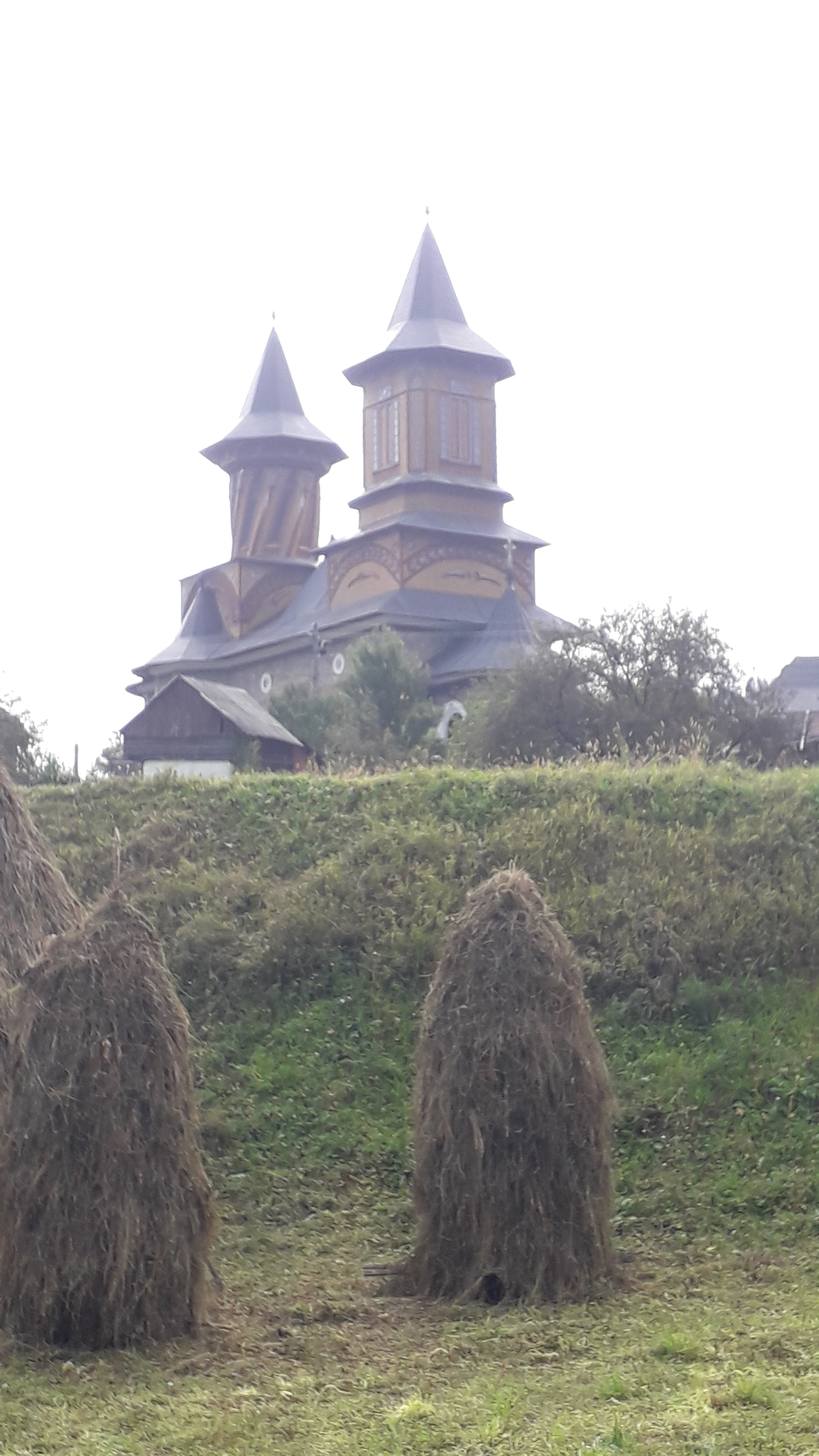
Biserica din Ceahlău

## Demografie
Componența etnică a comunei Ceahlău
     Români (84,57%)
     Alte etnii (15,43%)
Componența confesională a comunei Ceahlău
     Ortodocși (83,83%)
     Alte religii (0,54%)
     Necunoscută (15,63%)
Conform recensământului efectuat în 2021, populația comunei Ceahlău se ridică la 2.035 de locuitori, în scădere față de recensământul anterior din 2011, când fuseseră înregistrați 2.180 de locuitori. Majoritatea locuitorilor sunt români (84,57%). Din punct de vedere confesional, majoritatea locuitorilor sunt ortodocși (83,83%), iar pentru 15,63% nu se cunoaște apartenența confesională.

## Politică și administrație
Comuna Ceahlău este administrată de un primar și un consiliu local compus din 11 consilieri. Primarul, Dumitru Coroamă[*], de la Partidul Național Liberal, este în funcție din 2012. Începând cu alegerile locale din 2024, consiliul local are următoarea componență pe partide politice:
|  | Partid                          | Consilieri | Componența Consiliului | Componența Consiliului | Componența Consiliului | Componența Consiliului | Componența Consiliului | Componența Consiliului | Componența Consiliului | Componența Consiliului |
|  | ------------------------------- | ---------- | ---------------------- | ---------------------- | ---------------------- | ---------------------- | ---------------------- | ---------------------- | ---------------------- | ---------------------- |
|  | Partidul Național Liberal       | 8          |                        |                        |                        |                        |                        |                        |                        |                        |
|  | Partidul Social Democrat        | 2          |                        |                        |                        |                        |                        |                        |                        |                        |
|  | Alianța pentru Unirea Românilor | 1          |                        |                        |                        |                        |                        |                        |                        |                        |

## Istorie
La sfârșitul secolului al XIX-lea, comuna nu exista; satele ei făceau parte din comuna Hangu din plasa Piatra-Muntele a județului Neamț, comună formată din satele Gura Hangului, Hârțigi, Durău, Răpciune, Schitu, Lețești, Izvoru Alb, Boboteni, Audea, Ciurubucu și Strâmtura, având în total 4167 de locuitori. În comună funcționau zece biserici, două școli primare și 11 mori de apă. Comuna Ceahlău s-a format în 1931 prin desprinderea satelor Letești, Răpciuni și Schit din comuna Hangu.
În 1950, comuna Ceahlău a fost arondată raionului Piatra Neamț și apoi (după 1964) raionului Târgu Neamț, ambele din regiunea Bacău. În 1960, în urma lucrărilor la barajul Bicaz, a apărut satul Pârâu Mare, iar satele Lețești și Răpciuni au fost desființate, reședința comunei fiind mutată de la Răpciuni la Schitu. În 1964, satul Schitu a primit denumirea de Ceahlău. Comuna a revenit în 1968 la județul Neamț, reînființat, având de atunci componența actuală.

## Monumente istorice

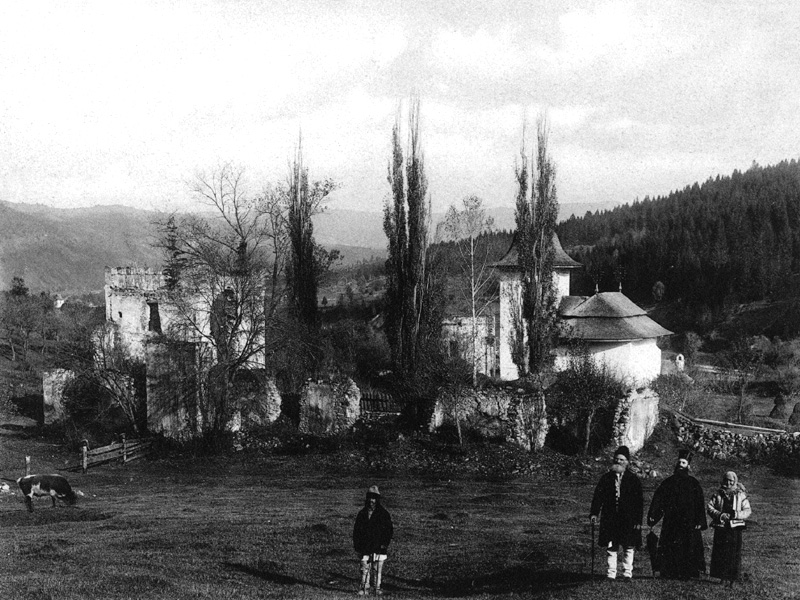
Ruinele bisericii mănăstirii Hangu, monument istoric de interes local din comuna Ceahlău

În comuna Ceahlău se află ansamblul schitului „Sfânta Ana”, monument istoric de arhitectură de interes național aflat în satul Ceahlău. Ansamblul, datând din secolele al XVIII-lea–al XIX-lea, cuprinde biserica de lemn „Sfânta Ana” (1730) și turnul-clopotniță (sfârșitul secolului al XIX-lea).
În rest, alte trei obiective din comună sunt incluse în lista monumentelor istorice din județul Neamț ca monumente de interes local, toate trei fiind clasificate ca monumente de arhitectură: biserica de lemn „Sfinții Voievozi” (secolul al XVIII-lea) din satul Bistricioara; mănăstirea Durău (secolele al XVIII-lea–al XX-lea) din satul Ceahlău, ansamblu ce cuprinde biserica „Buna Vestire” (1835), casa mitropolitului Veniamin Costachi (1832), casa Varahil Moraru (secolul al XIX-lea), stăreția (secolul al XIX-lea), clopotnița de lemn (1830–1835) și cea de zid (secolul al XX-lea); și ansamblul fostului schit Hangu (secolele al XVII-lea–al XIX-lea) din satul Ceahlău, cuprinzând ruinele bisericii „Pogorârea Sfântului Duh” (1639), ruinele palatului cnejilor (secolele al XVII-lea–al XVIII-lea) și zidul de incintă (1676).

## Personalități născute aici
- Dumitru Coroamă (1885 - 1956), general;
- Eftimie Luca (1914 - 2014), arhiepiscop.